# Atraporiella neotropica
Atraporiella neotropica är en svampart som beskrevs av Ryvarden 2007. Atraporiella neotropica ingår i släktet Atraporiella, klassen Agaricomycetes, divisionen basidiesvampar och riket svampar.   Inga underarter finns listade i Catalogue of Life.